# Bobby Rush (homme politique)
Pour les articles homonymes, voir Rush et Bobby Rush.
Bobby Lee Rush, né le 23 novembre 1946 à Albany, est un homme politique américain, membre du Parti démocrate.
De 1993 à 2023, il représente le premier district de l'Illinois à la Chambre des représentants des États-Unis. Cette circonscription couvre principalement les quartiers sud (South Side) de la ville de Chicago. Il est par ailleurs la seule personne à avoir battu Barack Obama lors d'une élection.

## Biographie
Rush est né à Albany en Géorgie. Il a obtenu un bachelor's degree de l'université Roosevelt et un master degree de l'Université de l'Illinois à Chicago et est également diplômé en théologie du Séminaire théologique McCormick, trois établissements universitaires situés à Chicago. Il servit dans l'US Army de 1963 à 1968.
Rush fut impliqué dans le mouvement des droits civiques dans les années 1960 et fut membre du Student Non-Violent Coordinating Committee (SNCC) de 1966 à 1968. Il fut l'un des cofondateurs du chapitre de Chicago du Black Panther Party en 1968. En tant que Black Panther, il participa au programme des petits déjeuners gratuits pour les enfants et coordonna une clinique médicale gratuite qui mit en place le premier programme de masse aux États-Unis pour la détection de la drépanocytose, une maladie génétique touchant plus souvent les populations d'origine africaine.

### Carrière politique
Agent d'assurance, il fut membre du conseil municipal de Chicago avant d'entrer à la Chambre des représentants.
En novembre 1998, il annonce sa candidature à l'élection municipale de Chicago de 1999 contre le maire démocrate sortant Richard M. Daley. Il est très largement battu par ce dernier lors de l'élection générale du 23 février.
En 2000, il a battu Barack Obama, alors membre du Sénat de l'Illinois, lors de l'investiture démocrate pour le siège de représentant du premier district.
Le 28 mars 2012, il est expulsé de l'enceinte de la Chambre des représentants pour avoir mis une capuche, lors d'un discours, en signe de protestation contre le meurtre de Trayvon Martin.
Le 3 janvier 2022, il annonce qu'il ne sera pas candidat à un nouveau mandat lors des élections de 2022, prenant donc sa retraite après 30 ans au Congrès.